# Mimosiphonops vermiculatus
Mimosiphonops vermiculatus é uma espécie de anfíbio da família Siphonopidae.
É endémica do Brasil.
Os seus habitats naturais são: florestas tropicais e subtropicais húmidas de baixa altitude, plantações, jardins rurais e florestas secundárias altamente degradadas.